# Margrit Hahnloser-Ingold
Margrit Hahnloser-Ingold (* 1940 in Lotzwil) ist eine Schweizer Kunsthistorikerin und Kuratorin.

## Leben
Margrit Hahnloser-Ingold studierte an der Universität Bern und an der Universität Wien Englisch und Kunstgeschichte. Nach einem Aufenthalt an der University at Buffalo im Bundesstaat New York in den USA arbeitete sie als freie Kuratorin für Museen in der Schweiz, in Frankreich und in Amerika. Von 1993 bis 2001 war sie die erste Direktorin des Museum Tinguely.
Sie ist Autorin von zahlreichen Kunstbüchern über Matisse, Niki de Saint-Phalle und Jean Tinguely, sowie über die Sammlung von Hedy Hahnloser-Bühler und Arthur Hahnloser. 
Hahnloser ist verheiratet mit Paul Hahnloser, einem Enkel von Arthur Hahnloser.

## Publikationen
- Margrit Hahnloser: Matisse: the graphic work. Mallard Press, [New York] 1988, ISBN 0-7924-5739-0.
- Margrit Hahnloser-Ingold, Yvonne Lehnherr: Niki de Saint-Phalle: aventure suisse. 3. Auflage. Fondation pour l’art moderne et contemporain, Fribourg 2010, ISBN 978-3-7165-1594-5.
- Margrit Hahnloser-Ingold (Hg.): Die Sammlung Arthur und Hedy Hahnloser. Benteli Verlag, Bern 2011, ISBN 978-3-7165-1681-2.
- Margrit Hahnloser-Ingold: Jean Tinguely. Film. 2011.